# Nikita Ljamin
Nikita Andrejevitsj Ljamin (Russisch: Никита Андреевич Лямин) (Gorki, 14 oktober 1985) is een Russisch volleyballer en beachvolleyballer. In die laatste discipline won hij in 2017 een bronzen medaille bij de wereldkampioenschappen en nam hij eenmaal deel aan de Olympische Spelen.

## Carrière

### Zaal
Ljamin speelde in de zaal als middenblokker. Hij kwam van 2007 tot en met 2011 uit voor Dinamo Moskou. Met de club won hij in 2008 zowel het Russische kampioenschap als de Russische beker en bereikte hij in 2010 de finale van de Champions League die verloren werd van Trentino Volley. Van 2011 tot en met 2014 speelde Ljamin in zijn thuisstad bij Goebernija Nizjni Novgorod waarmee hij in 2014 de finale van de CEV Cup verloor van Paris Volley.

### Beach
In 2014 maakte Ljamin bovendien de overstap naar het beachvolleybal. Nadat hij met Roeslan Bykanov aan een paar toernooien had meegedaan en zijn debuut had gemaakt in de FIVB World Tour, vormde Ljamin een team met Dmitri Barsoek. Het duo nam deel aan drie FIVB-toernooien en behaalde een derde plaats in Xiamen. Het jaar daarop speelde de combinatie wegens een schouderblessure bij Ljamin slechts een wedstrijd in de World Tour. In 2016 waren ze actief op negen mondiale toernooien waarbij ze tot een vijfde (Fuzhou) en drie negende plaatsen kwamen (Kish, Maceió en Klagenfurt). Bij de Europese kampioenschappen in Biel/Bienne ging het duo als groepswinnaar door naar de achtste finale, waar ze werden uitgeschakeld door de Letten Jānis Šmēdiņš en Aleksandrs Samoilovs. In Rio de Janeiro eindigden Ljamin en Barsoek als vijfde bij het olympisch beachvolleybaltoernooi nadat ze de kwartinale verloren hadden van het Italiaanse duo Daniele Lupo en Paolo Nicolai.
Daarna vormde Ljamin twee seizoenen een team met Vjatsjeslav Krasilnikov. In 2017 speelden ze tien reguliere wedstrijden in de World Tour. Ze behaalden de eerste plaats in Kish en Den Haag en eindigden als tweede in Moskou. Bij de wereldkampioenschappen in Wenen won het tweetal de bronzen medaille ten koste van het Nederlandse duo Christiaan Varenhorst en Maarten van Garderen. Ze kwamen bij de EK in Jūrmala niet verder dan achtste finale tegen het Letse duo Haralds Regža en Mārtiņš Pļaviņš. De World Tour Finals in Hamburg sloten ze eveneens af met een negende plaats. Het seizoen daarop was een tweede plaats in Xiamen het beste resultaat uit acht wedstrijden in de World Tour. Bij de EK in Nederland strandde het duo in de groepsfase.
Het daaropvolgende seizoen speelde Ljamin drie wedstrijden met Igor Velitsjko waarna hij van partner wisselde naar Taras Myskiv. Ljamin en Myskiv namen in het seizoen 2019 nog deel aan zes reguliere World Tour-toernooien. Ze behaalden daarbij drie vijfde plaatsen (Jinjiang, Warschau en Moskou) en een negende plaats (Gstaad). Daarnaast deden ze mee aan de WK in Hamburg en de  EK in eigen land waar ze bij beide als negende eindigden; in Hamburg verloren ze de achtste finale van de Amerikanen Phil Dalhausser en Nick Lucena en in Moskou van de Polen Piotr Kantor en Bartosz Łosiak. Ze sloten het seizoen af met een zeventiende plek bij de Finals in Rome. In oktober was het duo nog actief op het World Tour-toernooi van Chetumal waarna de internationale competitie in 2020 werd opgeschort wegens de coronapandemie. Bij de EK die dat jaar wel doorgingen eindigden Ljamin en Myskiv als vierde nadat ze de wedstrijd om het brons verloren hadden van Lupo en Nicolai. In 2021 kwamen ze bij zeven mondiale toernooien tot een vierde plaats in Gstaad. Bij de EK in Wenen bereikten ze de achtste finale waar Nils Ehlers en Lukas Pfretzschner uit Duitsland te sterk waren.

## Palmares

### Zaal
- 2008:  Russisch kampioenschap
- 2008:  Russische beker
- 2010:  Champions League
- 2014:  CEV Cup

### Beach
Kampioenschappen
- 2016: 5e OS
- 2017:  WK
- 2019: 9e WK

FIVB World Tour
- 2014:  Xiamen Open
- 2017:  3* Kish
- 2017:  3* Moskou
- 2017:  3* Den Haag
- 2018:  4* Xiamen